# James H. Clark
James Henry Clark (Plainview, Texas, 1944. március 23. –) amerikai vállalkozó és informatikus. Számos jelentős technológiai vállalatot alapított a Szilícium-völgyben, többek között a Silicon Graphics, Inc., Netscape Communications Corporation, myCFO és a Healtheon cégeket. A számítógépes grafika terén végzett kutatása vezetett a 3 dimenziós számítógépes grafika gyors megjelenítésére alkalmas rendszerek kifejlesztéséhez.

## Könyvek
Tőle:
- Jim Clark and Owen Edwards, Netscape Time: The Making of the Billion-Dollar Start-Up That Took On Microsoft, New York: St. Martin's Press, 1999. ISBN 0-312-19934-1.

Róla:
- Michael Lewis, The New New Thing: A Silicon Valley Story, W. W. Norton & Company, 1999. ISBN 9780393066210